# 中列六王
中列六王，又称六地列（藏語：ས་ལ་ལེགས་དྲུག།），是对吐蕃传说中继上丁二王之后的六位赞普的统称，分别是额雪列、替列、体雪列、果日列、仲谢列、雪列。因这些赞普的名字中都有“列”（ལེགས།）字，故名。各史料对这些赞普的排序皆不同，较为混乱。
这六位赞普在位期间，建有六座城堡，称为“琼瓦六堡”（འཆིང་ང་རྩེ）。这六堡分别为达孜（སྟག་རྩེ）、高孜（རྒོད་རྩེ）、阳孜（ཡང་རྩེ）、赤孜（ཁྲི་རྩེ）、孜默琼加（རྩེ་མོ་ཁྱུང་རྒྱལ་）、赤则本斗（ཁྲི་བརྩིགས་འབུམ་གདུགས་）。
中列六王的陵墓建于石崖和草原交界之处。
额雪列在位期间，大臣拉浦果噶（ལྷ་ཕུ་མགོ་དཀར།）发明了度量单位。他用一对牛（དོར་ཁ）一天耕种的土地面积作为耕地面积的计算单位，以“突”（ཐུལ།）作为计畜单位。又教吐蕃人引溪水灌溉沟渠，在低处种植水田。